# 陈传才
陈传才（1936年—2018年），男，广东普宁人，中国文艺批评家。中国人民大学文学院教授。

## 生平
1936年生于广东普宁。1958年开始从事文艺评论写作。1961年毕业于中国人民大学新闻系。在中国人民大学文学院中文系从事教学研究工作。1978年复校后，先后任中文系副主任、主任。曾经兼任教育部人文社会科学著作评审专家、北京市社科基金项目评审专家、中国中外文艺理论学会荣誉理事等职务。1998年加入中国作家协会。
2018年12月31日晨在北京逝世，享年82岁。

## 著作
《文学理论》、《艺术本质特征新论》、《文艺创作70讲》、《文学理论新编》、《文艺学百年》、《中国20世纪后20年文学思潮》、《当代审美实践文学论》等。